# 快歩
快歩（かいほ、1996年 – ）は、日本の特殊メイクアーティスト。ミュージシャンのミュージック・ビデオなどで特殊メイクや造形物を手がけている。2024年に『Forbes JAPAN』が選出する「Forbes JAPAN 30 UNDER 30 2024」で「ART & STYLE」に選ばれた。

## 経歴
1996年、愛知県名古屋市で生まれた。
幼少期からものづくりや空想上の存在を好んでいた。小学1年生のころに水木しげるの漫画『墓場鬼太郎』を読んで衝撃を受け、妖怪への関心が強まった。関連するジャンルの作品にも多く触れるようになり、ティム・バートンが監督を務める映画『ビートルジュース』を見て特殊メイクに興味を抱いた。名古屋市立工芸高等学校デザイン科に進学し、映画や漫画などを通して自身の作風を模索した。
高校卒業後、Amazing JIROが主催する特殊メイクアーティストのスクール「Amazing School JUR」に入学した。ここで学ぶうちに「自分が妄想していた世界が、実際に出現して動き出すことに感動」したという。
スクールを卒業してからは映画の特殊メイクを担当していたが、指示通りに作ることに面白みを見出せず、次第にあまり関わらなくなった。その後は仕事がほとんどなく、1人で制作した作品をSNSに投稿していた。SNSの投稿を見たKing Gnuのチームの依頼で「It's a small world」のミュージック・ビデオの特殊メイクを担当すると、これをきっかけに仕事が増えていき、きゃりーぱみゅぱみゅ、Official髭男dism、Vaundyなどのミュージシャンのミュージック・ビデオや公演で特殊メイクや造形物を手がけるようになる。
2020年、オーストラリアで開催された特殊メイクの世界大会「WBF 2020 World Championships special effects makeup」でトップ3に選ばれた。
2024年8月、『Forbes JAPAN』が選出する「Forbes JAPAN 30 UNDER 30 2024」で「ART & STYLE」に選ばれた。

## 人物
「快歩」という名前は本名である。
空手の段位を取得している。
特殊メイクの仕事を続けることができた理由は「見たことが無いものを生み出したい」という思いが強かったからであると述べている。最も難しさを感じた仕事として、yamaの仮面の制作を挙げている。

## 評価
yamaは、快歩が制作した仮面は「自分の気持ちが弱くなる時に助けてくれる存在」で「自分の一部」であると述べている。
俳優で映画監督の竹中直人は、快歩の作品について「どこか日陰にいる存在、という感じがありますよね。隠れながら存在している。ひっそりと鋭く主張する。さりげなく尖っていて。気持ち悪いんだけれど、ギリギリ可愛いってわけでもない。でもどこかお茶目で……」と評価している。